# Marcel Gesquiere
Marcel Gesquiere (Veurne, 10 juni 1930 - 31 december 2015) was Belgisch volksvertegenwoordiger en senator, en korte tijd ook Vlaams volksvertegenwoordiger.

## Levensloop
Gesquiere was bestuurslid van de ACOD-afdeling Veurne. Van 1957 tot 1975 was hij voorzitter van de sector Telegrafie en Telefoon van de ACOD van Veurne en van 1975 tot 1978 was hij voorzitter van de BSP-afdeling Veurne.  
In 1977 werd hij voor de SP gemeenteraadslid van Veurne en was er van 1977 tot 1982 schepen. Ook was hij van 1977 tot 1987 provincieraadslid van West-Vlaanderen.
In 1987 werd hij verkozen tot lid van de Kamer van volksvertegenwoordigers voor het arrondissement Veurne-Diksmuide-Oostende. Hij vervulde dit mandaat tot eind 1991. Van 1991 tot 1995 zetelde hij vervolgens in de Senaat als provinciaal senator voor de provincie West-Vlaanderen. 
In de periode februari 1988-november 1991 had hij als gevolg van het toen bestaande dubbelmandaat ook zitting in de Vlaamse Raad. De Vlaamse Raad was vanaf 21 oktober 1980 de opvolger van de Cultuurraad voor de Nederlandse Cultuurgemeenschap, die op 7 december 1971 werd geïnstalleerd, en was de voorloper van het huidige Vlaams Parlement. Bij de eerste rechtstreekse verkiezingen voor het Vlaams Parlement van 21 mei 1995 werd hij verkozen in de kieskring Veurne-Diksmuide-Ieper-Oostende. Hij bleef slechts een paar maanden Vlaams volksvertegenwoordiger en werd in oktober 1995 opgevolgd door Jacky Maes.